# María Teresa Torrová Florová
María Teresa Torrová Florová, rodným jménem María Teresa Torró Flor (* 2. května 1992 Villena) je španělská profesionální tenistka. Ve své dosavadní kariéře na okruhu WTA Tour vyhrála jeden turnaj ve dvouhře, když triumfovala na marrákešském Grand Prix SAR La Princesse Lalla Meryem 2014. Připsala si také jeden turnajový vavřín ve čtyřhře poté, co s krajankou Garbiñe Muguruzaovou dokázaly opanovat lednový Moorilla Hobart International 2013 po finálovém vítězství nad párem Tímea Babosová a Mandy Minellaová. V rámci okruhu ITF získala dvanáct titulů ve dvouhře a jeden ve čtyřhře. Ten poslední v srpnu 2015 v Praze, kde ve finále porazila českou tenistku Denisu Allertovou.
Na žebříčku WTA byla ve dvouhře nejvýše klasifikována v květnu 2014 na 47. místě a ve čtyřhře byla nejvýše také na 47. místě v červnu 2015. Trénuje ji Cesar Fábregas a připravuje se v tenisové akademii Juana Carlose Ferrera.
Na nejvyšší grandslamové úrovni debutovala ve dvouhře Australian Open 2013. V juniorské kategorii si zahrála s krajankou Larou Arruabarrenovou Vecinovou finále čtyřhry na French Open 2010, z něhož odešly poraženy maďarsko-americkým párem Tímea Babosová a Sloane Stephensová po setech 2–6 a 3–6.

## Týmové soutěže

### Fed Cup
V španělském fedcupovém týmu debutovala v roce 2013 alicantijským čtvrtfinále druhé světové skupiny proti Ukrajině, kde zdolala Julii Bejgelzimerovou a po boku Nurie Llagosteraové Vivesové prohrála čtyřhru. Španělsko přesto zvítězilo 3:1 na zápasy postoupilo do baráže.
V sevillském čtvrtfinále Světové skupiny Fed Cupu 2014 proti České republice prohrála druhou dvouhru s Klárou Koukalovou. Španělky celý duel ztratily poměrem 2:3. V následné barcelonské baráži o udržení ve Světové skupině s Polkami dokázala nejdříve zdolat Urszulu Radwańskou a v dalším singlu nestačila na starší ze sester Agnieszku Radwańskou. Španělky po porážce 2:3 spadly do druhé světové skupiny. Do roku 2015 v soutěži nastoupila ke třem mezistátním utkáním s bilancí 2–2 ve dvouhře a 0–1 ve čtyřhře.

## Finálové účasti na turnajích WTA Tour
| Legenda                           |
| --------------------------------- |
| D – dvouhra; Č – čtyřhra          |
| Grand Slam (0)                    |
| WTA Tour Championships (0)        |
| Premier Mandatory & Premier 5 (0) |
| Premier (0)                       |
| International (1–0 D; 3–0 Č)      |

### Dvouhra: 1 (1–0)
| Stav    | Č. | Datum          | Turnaj           | Povrch | Soupeřka ve finále | Výsledek      |
| ------- | -- | -------------- | ---------------- | ------ | ------------------ | ------------- |
| Vítězka | 1. | 27. dubna 2014 | Marrákeš, Maroko | antuka | Romina Oprandiová  | 6–3, 3–6, 6–3 |

### Čtyřhra: 3 (3–0)
| Stav    | Č. | Datum             | Turnaj            | Povrch | Spoluhráčka         | Soupeřky ve finále               | Výsledek               |
| ------- | -- | ----------------- | ----------------- | ------ | ------------------- | -------------------------------- | ---------------------- |
| Vítězka | 1. | 12. ledna 2013    | Hobart, Austrálie | tvrdý  | Garbiñe Muguruzaová | Tímea Babosová Mandy Minellaová  | 6–3, 7–6(7–5)          |
| Vítězka | 1. | 13. července 2014 | Bastad, Švédsko   | antuka | Andreja Klepačová   | Jocelyn Raeová Ashley Smithová   | 6–1, 6-1               |
| Vítězka | 1. | 28. února 2015    | Acapulco, Mexiko  | tvrdý  | Lara Arruabarrenová | Andrea Hlaváčková Lucie Hradecká | 7-6(7-2), 5-7, [13-11] |

## Finálové účasti na turnajích okruhu ITF
| $100,000 tournaments |
| $75,000 tournaments  |
| $50,000 tournaments  |
| $25,000 tournaments  |
| $10,000 tournaments  |

### Dvouhra: 15 (12–3)
| Stav       | Č.  | Datum             | Turnaj          | Povrch | Soupeřka ve finále            | Výsledek      |
| ---------- | --- | ----------------- | --------------- | ------ | ----------------------------- | ------------- |
| Vítězka    | 1.  | 14. prosince 2008 | Benicarló       | antuka | Ashley Weinholdová            | 6–4, 1–6, 7–5 |
| Vítězka    | 2.  | 18. října 2009    | Antalya-Belek 6 | antuka | Anna Orliková                 | 6–0, 6–3      |
| Vítězka    | 3.  | 28. února 2010    | Madrid 1        | antuka | Giulia Gattová-Monticoneová   | 7–5, 3–6, 6–4 |
| Finalistka | 4.  | 21. března 2010   | Antalya 3       | antuka | Julia Mayrová                 | 2–6, 1–6      |
| Finalistka | 5.  | 24. července 2010 | La Coruña       | tvrdý  | Leticia Costasová             | 6–1, 4–6, 3–6 |
| Finalistka | 6.  | 25. září 2010     | Foggia          | antuka | Laura Pousová Tiová           | 6–3, 3–6, 4–6 |
| Vítězka    | 7.  | 24. dubna 2011    | Civitavecchia   | antuka | Anna Remondinová              | 6–3, 6–4      |
| Vítězka    | 8.  | 22. dubna 2012    | Civitavecchia   | antuka | Julia Bejgelzimerová          | 3–6, 7–5, 6–2 |
| Vítězka    | 9.  | 10. června 2012   | Zlín            | antuka | Jasmina Tinjićová             | 6–1, 1–6, 6–1 |
| Vítězka    | 10. | 17. června 2012   | Craiova         | antuka | Cristina-Andreea Mituová      | 6–3, 6–4      |
| Vítězka    | 11. | 30. června 2012   | Tevere Remo     | antuka | Tereza Mrdežová               | 6–3, 6–0      |
| Vítězka    | 12. | 22. července 2012 | Bukurešť        | antuka | Garbiñe Muguruzaová           | 6–3, 4–6, 6–4 |
| Vítězka    | 13. | 29. července 2012 | Olomouc         | antuka | Alexandra Cadanțuová          | 6–2 6–3       |
| Vítězka    | 14. | 14. října 2012    | Sant Cugat      | antuka | Estrella Cabezaová Candelaová | 6–1 6–4       |
| Vítězka    | 15. | 11. května 2015   | Saint-Gaudens   | antuka | Jana Čepelová                 | 6–1 6-0       |
| Vítězka    | 16. | 10. srpna 2015    | Praha           | antuka | Denisa Alertová               | 6–3 7-6(7-5)  |

### Čtyřhra: 2 (1–1)
| Stav       | Č. | Datum          | Turnaj   | Povrch | Spoluhráčka         | Soupeřky ve finále                    | Výsledek         |
| ---------- | -- | -------------- | -------- | ------ | ------------------- | ------------------------------------- | ---------------- |
| Finalistka | 1. | 13. srpna 2010 | Koksijde | antuka | Lara Arruabarrenová | Nicole Clericová Justine Ozgová       | 7–5, 4–6, [6–10] |
| Vítězka    | 2. | 9. října 2010  | Madrid   | antuka | Lara Arruabarrenová | Irina-Camelia Beguová Elena Bogdanová | 6–4, 7–5         |

## Finále na juniorce Grand Slamu

### Čtyřhra: 1 (0–1)
| Č.         | Datum | Turnaj      | Povrch | Spoluhráčka                   | Finalistky                        | Výsledek |
| ---------- | ----- | ----------- | ------ | ----------------------------- | --------------------------------- | -------- |
| Finalistka | 2010  | French Open | antuka | Lara Arruabarrenaová-Vecinová | Tímea Babosová Sloane Stephensová | 2–6, 3–6 |